# Jarzeń
Jarzeń (deutsch Arnstein) ist ein Ort in der polnischen Woiwodschaft Ermland-Masuren. Er gehört zur Gmina Lelkowo (Landgemeinde Lichtenfeld) im Powiat Braniewski (Kreis Braunsberg).

## Geographische Lage
Jarzeń liegt wenige hundert Meter südlich der polnisch-russischen Staatsgrenze im nördlichen Westen der Woiwodschaft Ermland-Masuren, 25 Kilometer südöstlich der früheren Kreisstadt Heiligenbeil (jetzt russisch Mamonowo) bzw. 32 Kilometer östlich der heutigen Kreismetropole Braniewo (deutsch Braunsberg).

## Geschichte
Dorf und Gut Ahrenstein wurden 1407 erstmals urkundlich erwähnt, aber bereits 1320 gegründet, nach 1692 Arenstein und nach 1820 bis 1946 Arnstein genannt. 1437 bereits wurde von einer Wassermühle berichtet, die dann bis 1879 zum Gut Arnstein gehörte.
Im Jahre 1471 wurde Arnstein an Wenzel von Rosenhayn verpfändet und 1546 übernahm Hans von Rautter, Vogt von Fischhausen (russisch Primorsk) den Besitz. Im 16./17. Jahrhundert war die Adelsfamilie Bartsch von Demuth Eigentümer, und Ende des 17. Jahrhunderts ging das Gut an die Familie Troschke. Ernst von Troschke (1677–1734)  verkaufte es an Johann Georg von der Groeben (1709–1777), und von diesem erwarb es 1743 Generalmajor Curt Heinrich von der Groeben (1683–1746) zusätzlich zum Nachbargut Tiefensee (polnisch Głębock).
Wohl gegen Ende 18. Jahrhunderts entstand des 13achsige Gutshaus mit Mansarddach, das unter Theodor von der Groeben (1805–1863), der auch einen Landschaftspark anlegen ließ, umgestaltet wurde.
Am 11. Juni 1874 wurde Arnstein Amtsdorf und damit namensgebend für einen Amtsbezirk im Kreis Heiligenbeil, Regierungsbezirk Königsberg in der preußischen Provinz Ostpreußen. Ihm waren lediglich die Landgemeinde Arnstein und der Gutsbezirk Arnstein zugeordnet, erst 1905 kam der aus dem Vorwerk Tiefensee  des Gutsbezirks Arnstein 1905 hervorgegangene Gutsbezirk Tiefensee hinzu, der jedoch 1914 in den Amtsbezirk Schönwalde (polnisch Grabowiec) umgegliedert wurde.
Im Jahre 1903 verkaufte Louis von der Groeben (1842–1904) das Gut Arnstein, das danach mehrfach den Besitzer wechselte und 1918 von Paul Gerhard Goertz (1887–1945) aus Westpreußen erworben wurde.
339 Einwohner zählte Arnstein im Jahre 1910. Von ihnen gehörten 34 zur Landgemeinde und 305 zum Gutsbezirk Arnstein. Zwischen beiden Stellen kam es 1919 und 1927 zu diversem Gebietsaustausch, an dem auch die Nachbarorte  Tiefensee, Sargen (polnisch Szarki) und Schönwalde (Grabowiec) beteiligt waren.
Am 30. September 1928 wurde der Gutsbezirk Arnstein in die Landgemeinde Arnstein eingegliedert. Am 12. Juli 1929 wurde der Amtsbezirk Arnstein aufgelöst und das neu formierte Dorf in den Amtsbezirk Schönwalde einbezogen. Die Zahl der Einwohner Arnsteins belief sich 1933 auf 353, im Jahre 1939 auf 359.
1934 erwarb Max Pelikan das Gutshaus und vermietete es an den Staat, der hier 1936/37 ein Landjahrlager für jeweils 100 Berliner Jungen einrichtete. 1941 übernahm es der Reichsarbeitsdienst für ein Maiden-Arbeitsdienstlager. 1944/45 war es Notlazarett und wurde dann wohl von deutschen Soldaten vor ihrem Rückzug gesprengt bzw. angezündet.
Mit dem gesamten südlichen Ostpreußen kam Arnstein 1945 zu Polen. Seitdem liegt der Ort unmittelbar an der Grenze zur russischen Oblast Kaliningrad (Gebiet Königsberg (Preußen)). Am 12. November 1946 erhielt das Dorf die polnische Namensform „Jarzeń“. Das Gebiet des Kreises Heiligenbeil wurde zwischen der Sowjetunion und Polen geteilt. So gehört Jarzeń nun zum Powiat Braniewski (Kreis Braunsberg) und ist der Gmina Lelkowo (Landgemeinde Lichtenfeld) zugeordnet, von 1975 bis 1998 der Woiwodschaft Elbląg, seither der Woiwodschaft Ermland-Masuren zugehörig. Im Jahre 2021 zählte Jarzeń 67 Einwohner.

## Religion
Bis 1945 war Arnstein in das Kirchspiel der evangelischen Kirche Tiefensee in der Kirchenprovinz Ostpreußen der Kirche der Altpreußischen Union eingepfarrt. Nach 1945 wurde das Tiefenseer Gotteshaus der Pfarrei Dębowiec (Eichholz) im Erzbistum Ermland der römisch-katholischen Kirche übergeben. Die evangelischen Einwohner Jarzeńs orientieren sich jetzt zur Kirchengemeinde in Bartoszyce (Bartenstein).

## Verkehr

### Straße
Jarzeń liegt verkehrstechnisch relativ abgeschlagen im polnisch-russischen Grenzgebiet, ist aber über die Woiwodschaftsstraße 510 (Trasse der früheren deutschen Reichsstraße 126) im Abzweig Głębock direkt mit der Stadt Pieniężno (Mehlsack) verbunden.

### Schienen
Von 1866 bis 1945 war Arnstein Bahnstation an der Bahnstrecke Königsberg–Zinten–Rothfließ–Niedersee, die jedoch inzwischen kriegsbedingt aufgegeben wurde. Die nächste Bahnanbindung besteht über Pieniężno.